# داشتاديم (آراغاتسوتن)
مدينة داشتاديم (بالإنجليزية: Dashtadem)‏ هي إحدى المدن التابعة لمقاطعة آراغاتسوتن في أرمينيا. يقدر عدد سكانها بـ 666 نسمة حسب الإحصاء الذي جرى عام 2011.

## معرض صور

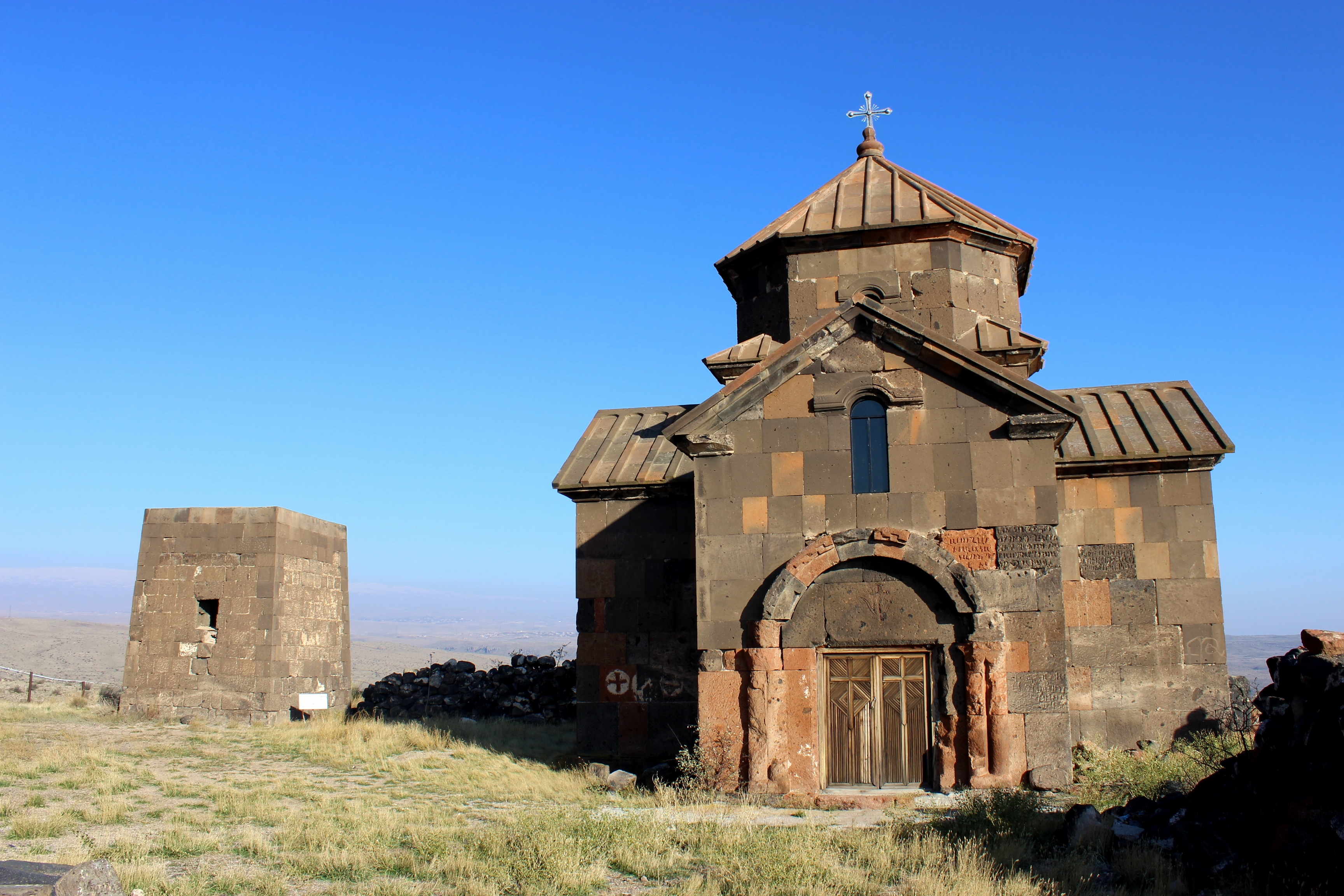
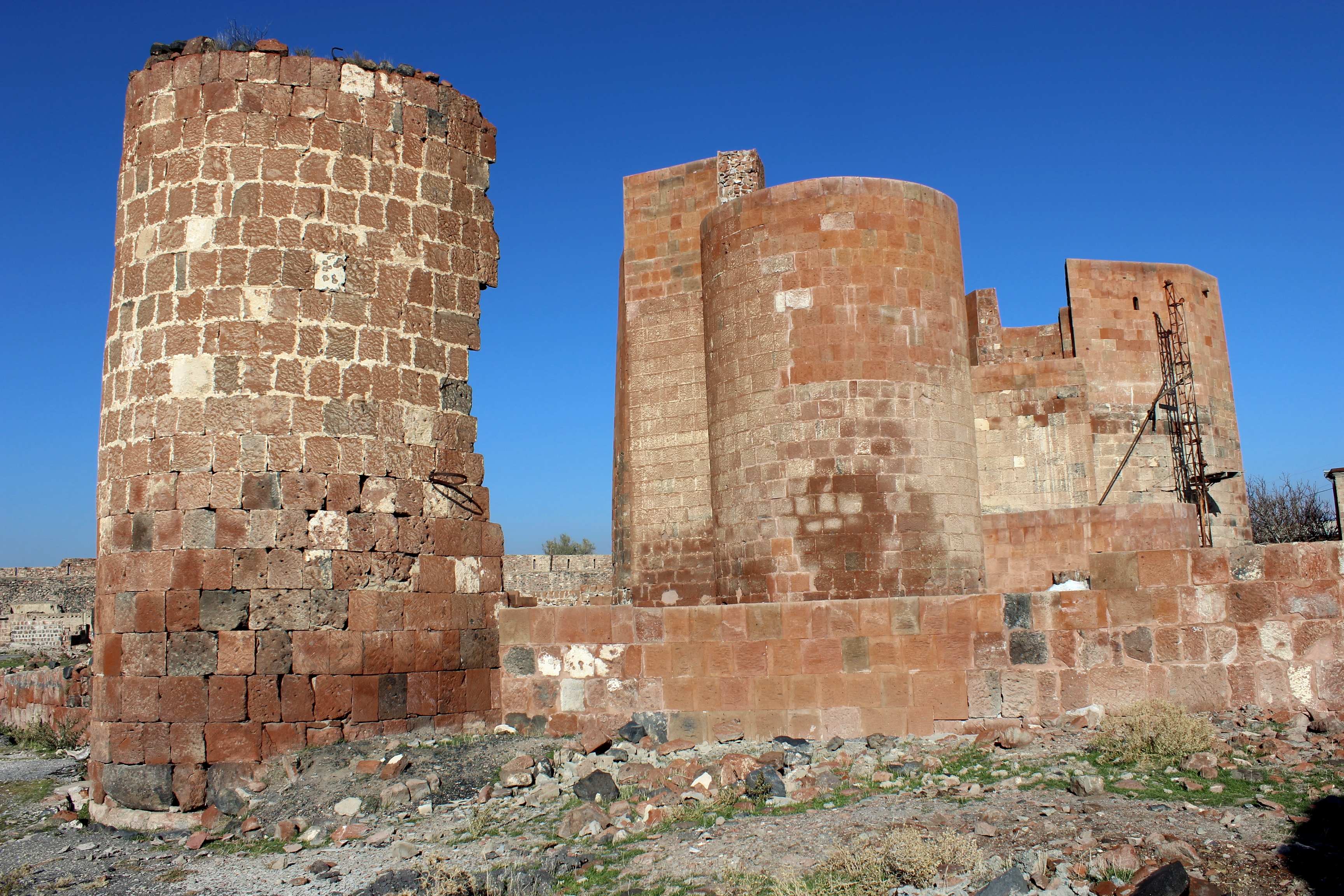
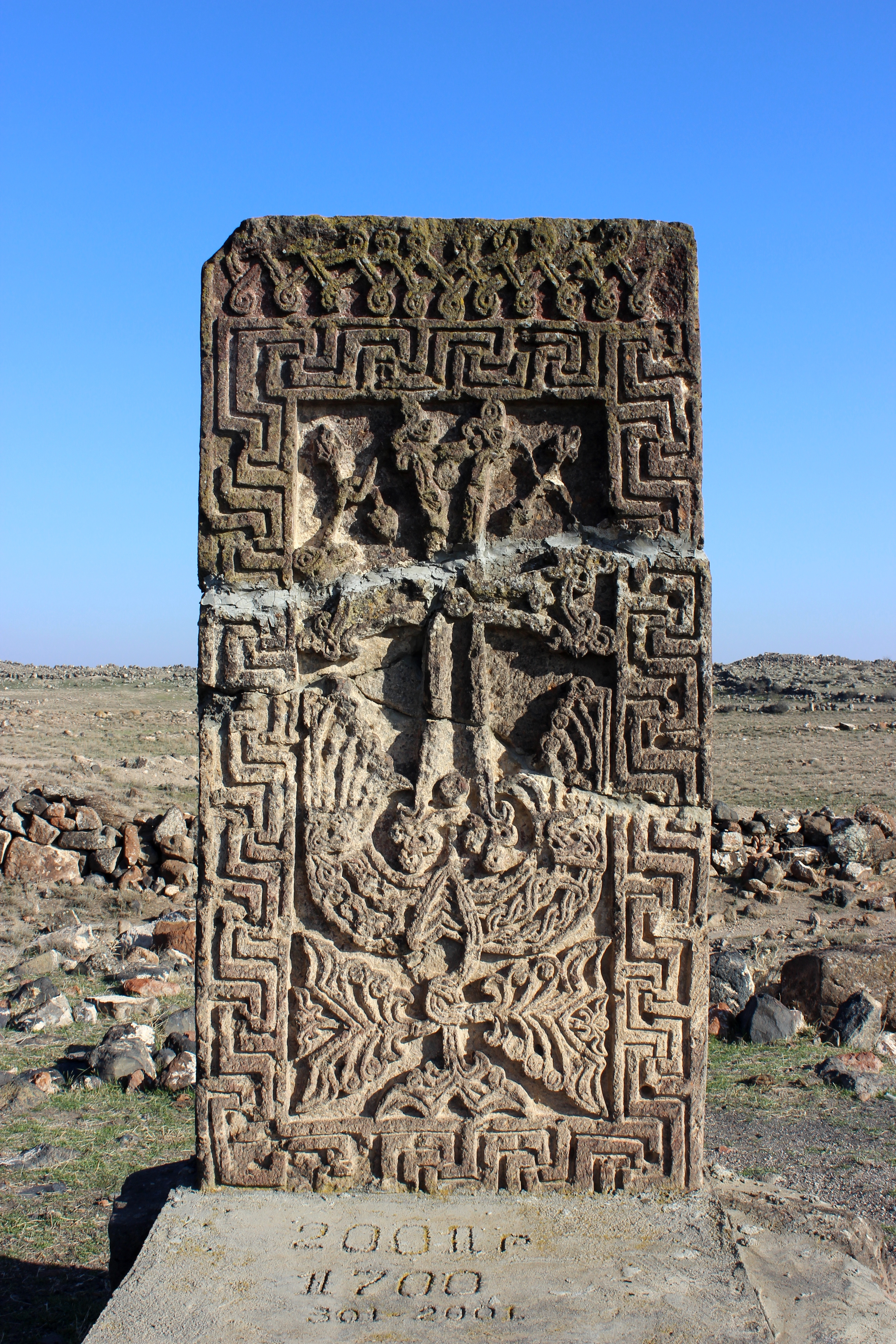